# Mikako Komatsu
Mikako Komatsu (小松 未可子, Komatsu Mikako, Mie, 11 de novembro de 1988) é uma dubladora japonesa, afiliada da Hirata Office.

## Voice roles

### Anime
2010
- Heroman (Joseph Carter "Joey" Jones)
- Shinryaku! Ika Musume (Tanaka)

2011
- Gosick (Ian Musgrave (ep 13, 15))
- Hanasaku Iroha (Shiho (ep 14-15))
- Last Exile: Fam, the Silver Wing (Elio)
- Wandering Son (estudante)
- Yu-Gi-Oh! Zexal (Tori Meadows / Kotori Mizuki)

2012
- Bodacious Space Pirates (Marika Kato)
- Girls und Panzer (Saki (ep 12))
- High School DxD (Momo Hanakai (ep 7))
- K (Neko)
- Natsuiro Kiseki (Keita)
- Oda Nobuna no Yabō (Naotaka Magara (ep 10-12))
- Sengoku Collection (Itō Ittōsai (ep 5))
- Senki Zesshō Symphogear (Kuriyo Ando)
- Suki-tte Ii na yo. (Mihiro (ep 4))
- Tari Tari (Jan (ep 5, 9, 13))
- Yu-Gi-Oh! Zexal II (Tori Meadows / Kotori Mizuki)

2013
- Gundam Build Fighters (Sei Iori)
- Kami-sama no Inai Nichiyōbi (Ulla Euleus Hecmatika)
- Nagi no Asukara (Miuna Shiodome)
- Pretty Rhythm: Rainbow Live (Ito Suzuno)
- Yahari Ore no Seishun Love Come wa Machigatteiru (Saika Totsuka)

2014
- Nisekoi (Seishirou Tsugumi)[2]
- Magica Wars (Suzuka Kamiki)
- Momo Kyun Sword (Kaguya)

2021
- Ijiranaide, Nagatoro-san (Maki Gamou)[3]

### OVA
2012
- Code Geass: Akito the Exiled (Kate Novak)

### Filmes
2011
- Towa no Quon (Yūma)

### Jogos
2013
- Super Robot Wars UX (Joseph "Joey" Carter Jones)